# 羽前小松駅

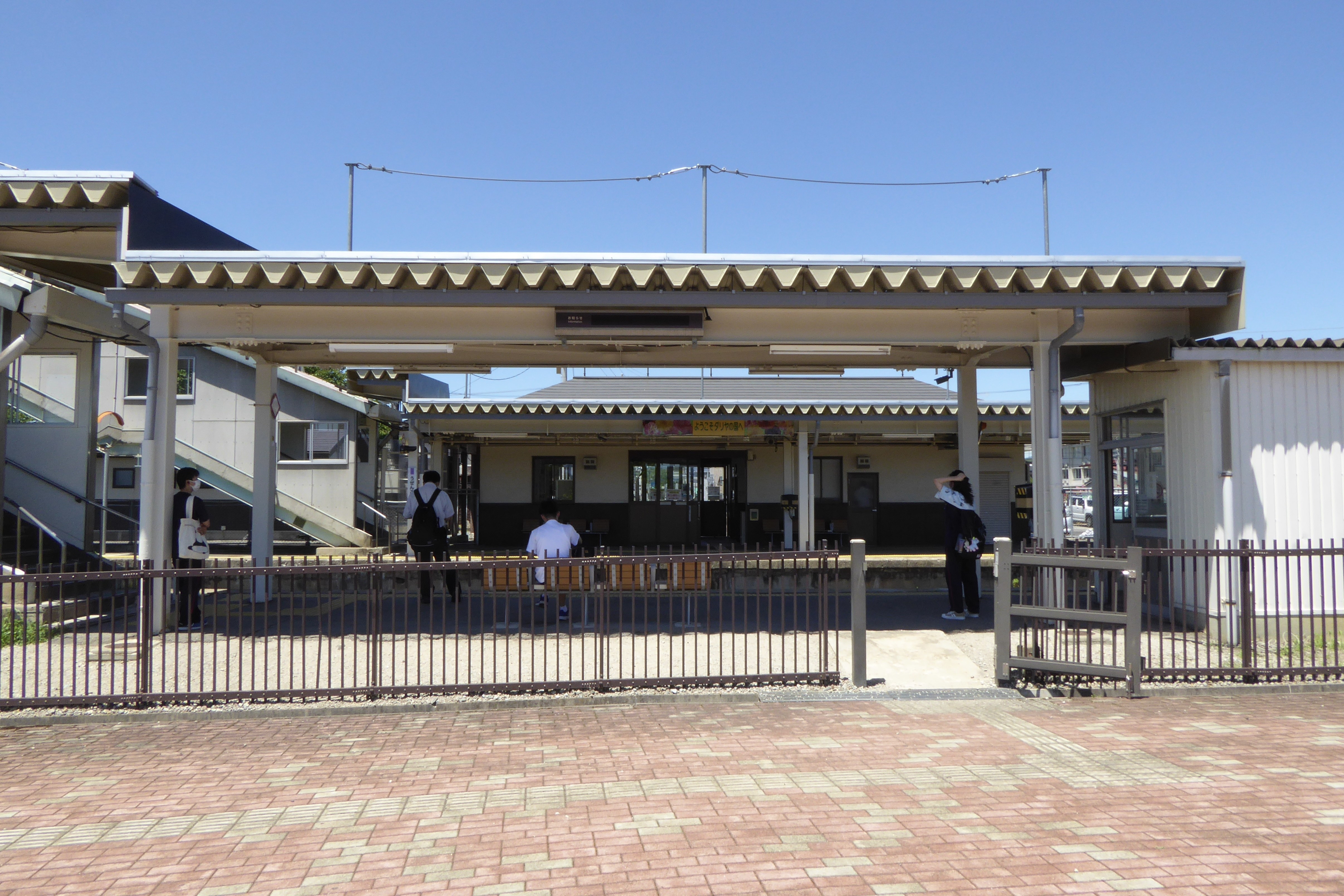
2番線側出入口（2022年7月）

羽前小松駅（うぜんこまつえき）は、山形県東置賜郡川西町大字上小松にある、東日本旅客鉄道（JR東日本）米坂線の駅である。

## 歴史

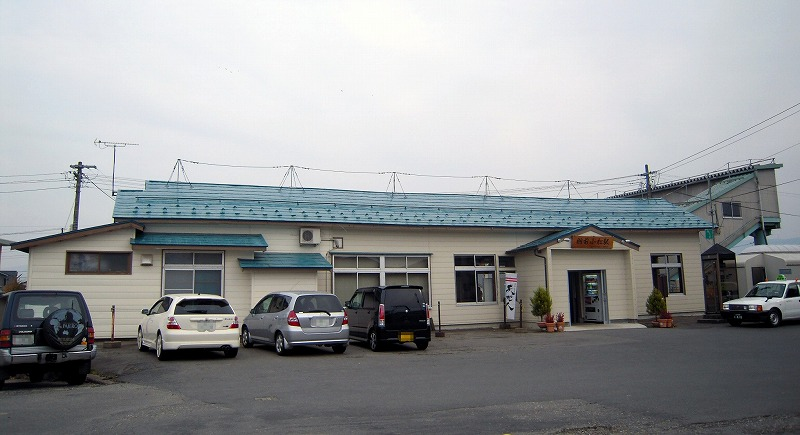
旧駅舎（2009年10月）

羽前小松駅は1982年、国鉄の業務改善による無人化計画を受け、「灯を消すな まちの駅」をスローガンに、川西町などが参画して「羽前小松駅業務管理組合」を設立。以来、駅業務を国鉄・JRから受託する、全国初の「町民駅」として運営されてきた。
しかし、売上の減少に伴いJRからの委託手数料収入が減り、町からの補助も増えて行ったことから管理組合方式での維持が難しくなり、2010年（平成22年）から地元住民らが設立した組織によって運営されている。

### 年表
- 1926年（大正15年）9月28日：米坂線米沢 - 今泉間開通と共に開業[2][3]。
- 1980年（昭和55年）9月20日：貨物の取り扱いを廃止[2]。
- 1982年（昭和57年）
  - 3月20日：荷物の扱いを廃止[4]。駅員無配置駅となる[4]。
  - 4月1日：町民組織による簡易委託駅となる[3][5]。
  - 9月：跨線橋が完成[6]。
- 1987年（昭和62年）4月1日：国鉄分割民営化により、東日本旅客鉄道の駅となる[2]。
- 2010年（平成22年）4月1日：受託者が「羽前小松駅業務管理組合」から「えき・まちネットこまつ」に変更。同時に東口にあった簡易型自動券売機を撤去。
- 2014年（平成26年）3月18日：改築駅舎の供用を開始[3][7][8]。
- 2024年（令和6年）10月1日：えきねっとQチケのサービスを開始[1][9]。

## 駅構造
相対式ホーム2面2線を有する地上駅である。両ホームは跨線橋で連絡している。出入口は駅舎側と、2番線にある東口の2か所である。
山形統括センター（米沢駅）管理の簡易委託駅で、窓口がある。

### のりば
| 番線 | 路線    | 方向 | 行先           |
| ---- | ------- | ---- | -------------- |
| 1    | ■米坂線 | 下り | 今泉・小国方面 |
| 2    | ■米坂線 | 上り | 米沢方面       |

- 工事のため、当駅 - 今泉駅間で運休する列車がある[11]。

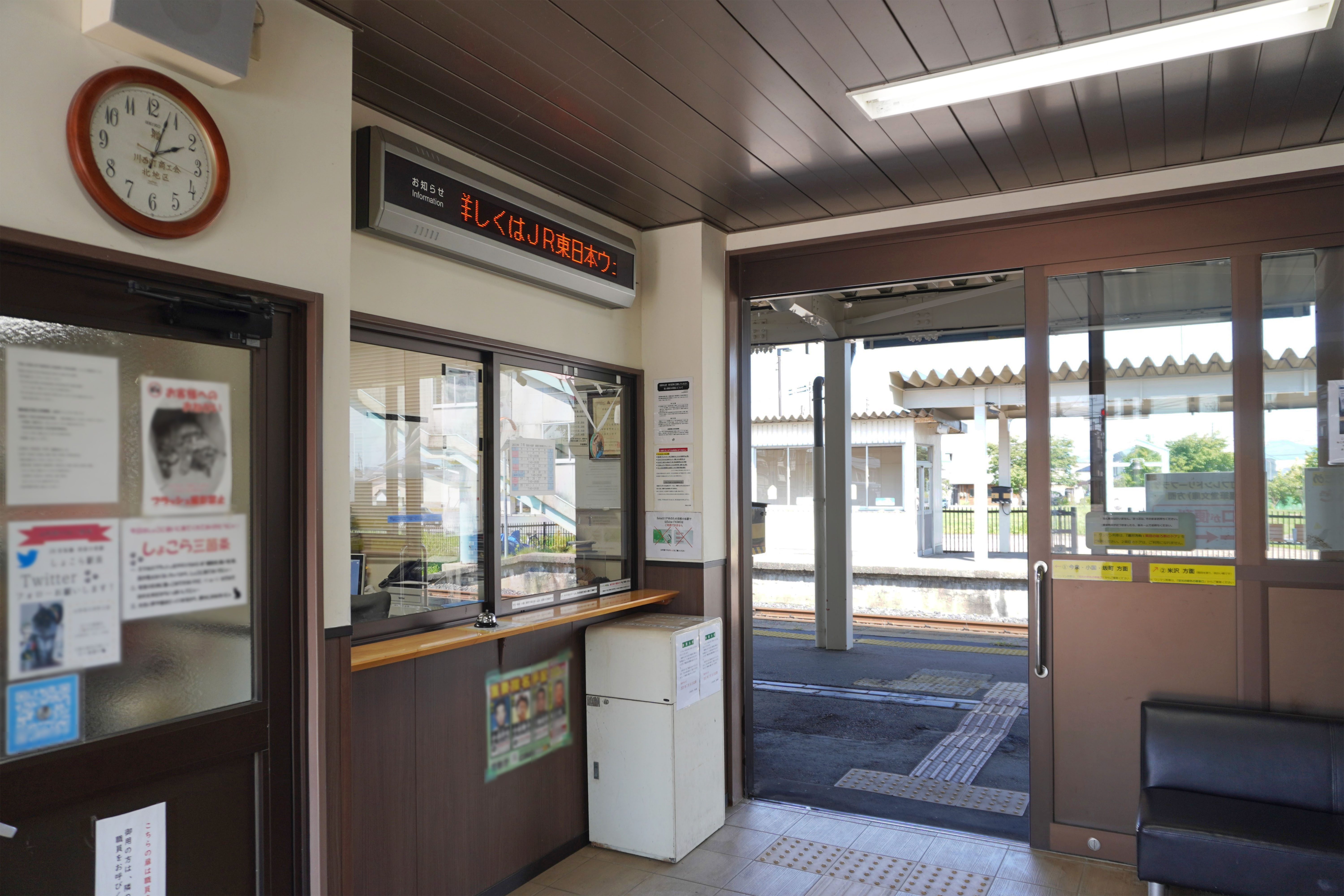
改札口と窓口（2023年7月）
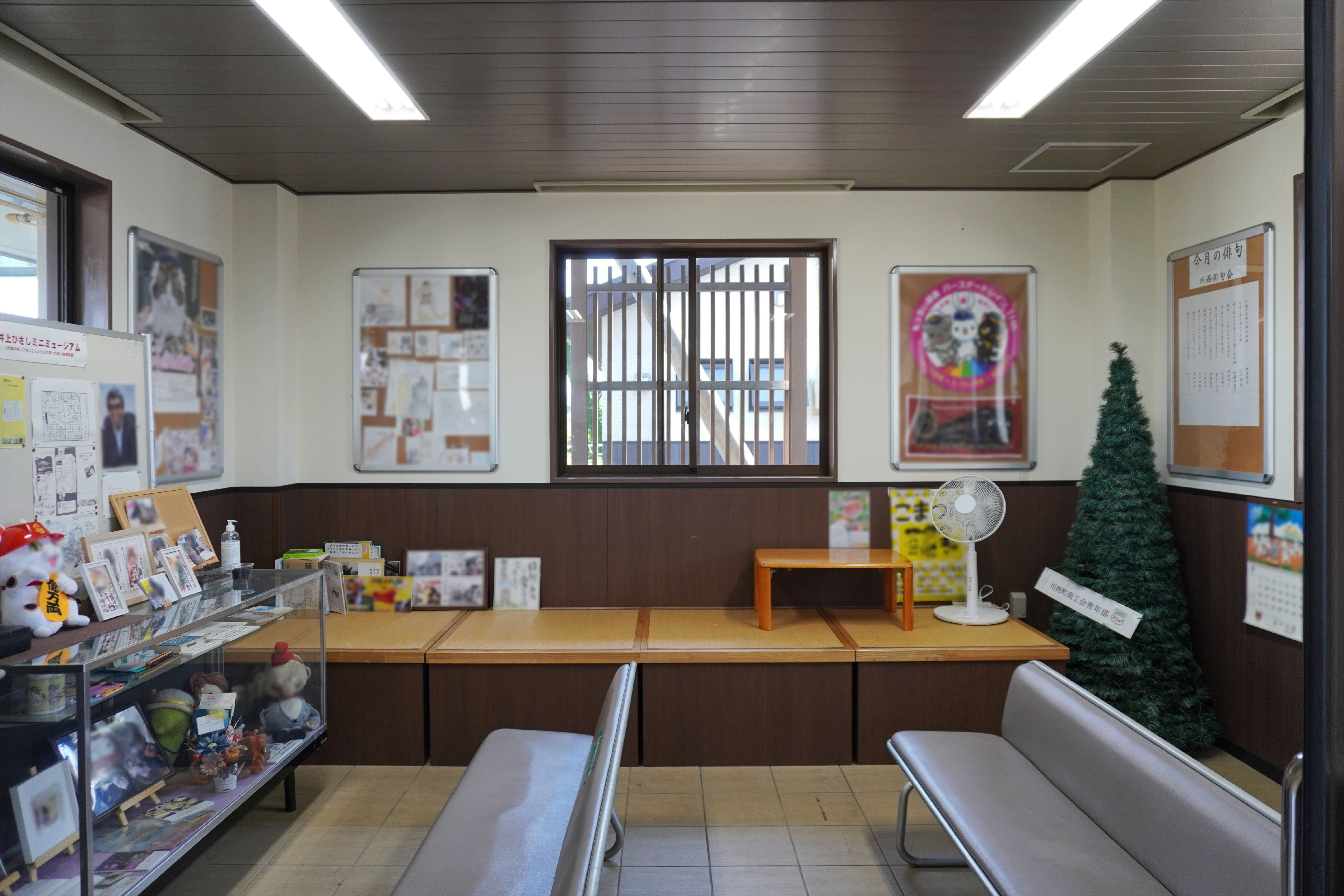
待合室（2023年7月）
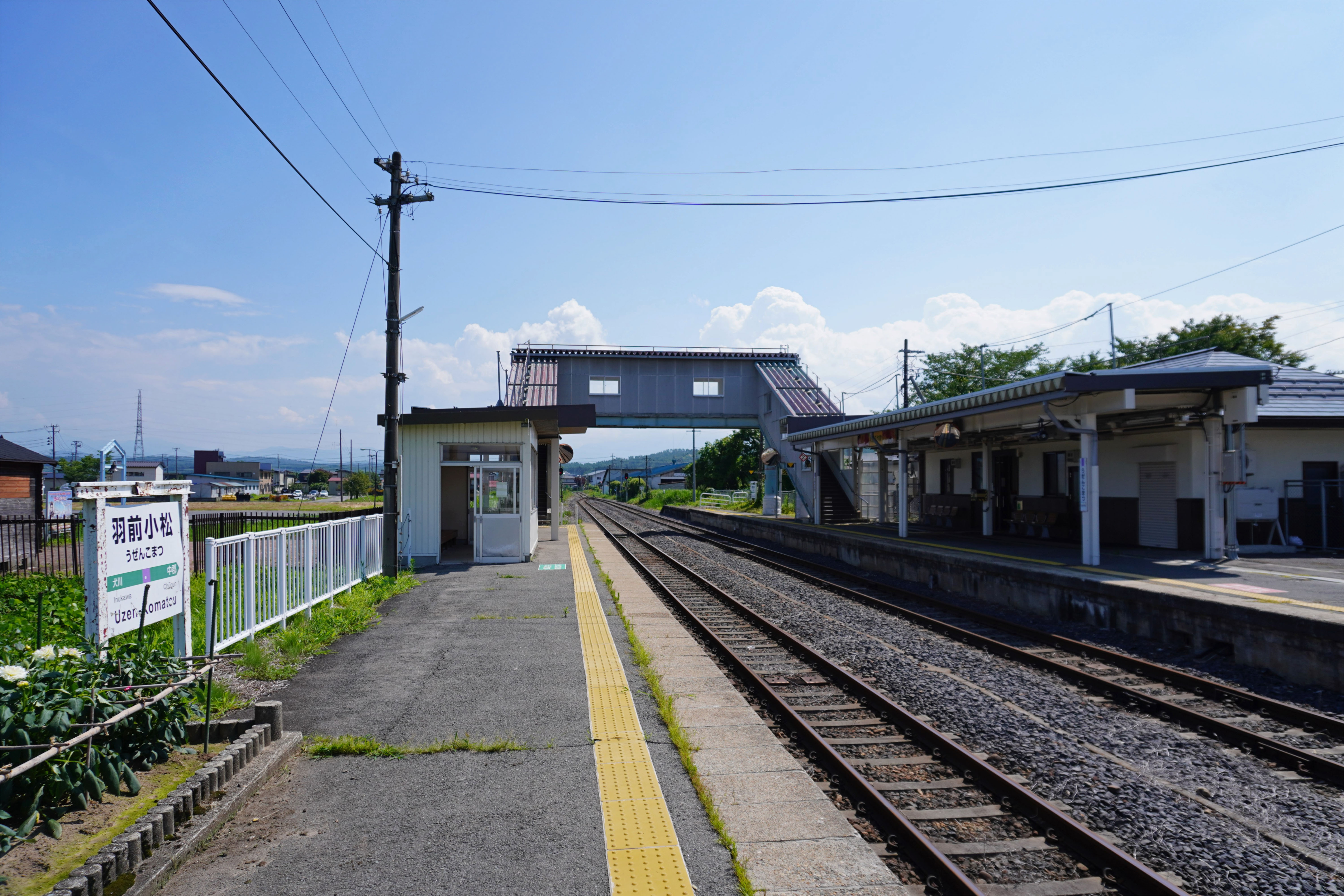
ホーム（2023年7月）

## 利用状況
JR東日本によると、2023年度（令和5年度）の1日平均乗車人員は167人である。
2000年度（平成12年度）以降の推移は以下のとおりである。
| 1日平均乗車人員推移 | 1日平均乗車人員推移 | 1日平均乗車人員推移 | 1日平均乗車人員推移 | 1日平均乗車人員推移 |
| 年度                | 定期外              | 定期                | 合計                | 出典                |
| ------------------- | ------------------- | ------------------- | ------------------- | ------------------- |
| 2000年（平成12年）  |                     |                     | 400                 | [ 利用客数 2 ]      |
| 2001年（平成13年）  |                     |                     | 345                 | [ 利用客数 3 ]      |
| 2002年（平成14年）  |                     |                     | 339                 | [ 利用客数 4 ]      |
| 2003年（平成15年）  |                     |                     | 317                 | [ 利用客数 5 ]      |
| 2004年（平成16年）  |                     |                     | 320                 | [ 利用客数 6 ]      |
| 2005年（平成17年）  |                     |                     | 310                 | [ 利用客数 7 ]      |
| 2006年（平成18年）  |                     |                     | 286                 | [ 利用客数 8 ]      |
| 2007年（平成19年）  |                     |                     | 286                 | [ 利用客数 9 ]      |
| 2008年（平成20年）  |                     |                     | 278                 | [ 利用客数 10 ]     |
| 2009年（平成21年）  |                     |                     | 289                 | [ 利用客数 11 ]     |
| 2010年（平成22年）  |                     |                     | 278                 | [ 利用客数 12 ]     |
| 2011年（平成23年）  |                     |                     | 303                 | [ 利用客数 13 ]     |
| 2012年（平成24年）  | 24                  | 277                 | 302                 | [ 利用客数 14 ]     |
| 2013年（平成25年）  | 25                  | 320                 | 345                 | [ 利用客数 15 ]     |
| 2014年（平成26年）  | 24                  | 298                 | 322                 | [ 利用客数 16 ]     |
| 2015年（平成27年）  | 24                  | 313                 | 338                 | [ 利用客数 17 ]     |
| 2016年（平成28年）  | 20                  | 315                 | 336                 | [ 利用客数 18 ]     |
| 2017年（平成29年）  | 19                  | 303                 | 322                 | [ 利用客数 19 ]     |
| 2018年（平成30年）  | 17                  | 272                 | 290                 | [ 利用客数 20 ]     |
| 2019年（令和元年）  | 16                  | 243                 | 260                 | [ 利用客数 21 ]     |
| 2020年（令和02年）  | 10                  | 182                 | 193                 | [ 利用客数 22 ]     |
| 2021年（令和03年）  | 11                  | 183                 | 194                 | [ 利用客数 23 ]     |
| 2022年（令和04年）  | 9                   | 166                 | 175                 | [ 利用客数 24 ]     |
| 2023年（令和05年）  | 9                   | 157                 | 167                 | [ 利用客数 1 ]      |

## 駅周辺
- 国道287号
- 川西ダリヤ園
- 川西町役場
- 川西町フレンドリープラザ - 井上ひさし寄贈の「遅筆堂文庫」がある。
- 三菱鉛筆 山形工場
- 山形県立置賜農業高等学校
- 川西町立川西中学校
- 川西町立小松小学校
- 小松郵便局
- 米沢警察署川西駐在所
- ヤマザワ 川西店
- おーばん 川西店
- 山交バス「小松駅前」停留所

## 隣の駅
東日本旅客鉄道（JR東日本）
■米坂線
中郡駅 - 羽前小松駅 - 犬川駅

### 記事本文
1. 1 2 3 4  「駅の情報（羽前小松駅）：JR東日本」東日本旅客鉄道。2024年8月27日時点のオリジナルよりアーカイブ。2024年9月13日閲覧。
2. 1 2 3 4  石野哲 編『停車場変遷大事典 国鉄・JR編』 II（初版）、JTB、1998年10月1日、542頁。ISBN 978-4-533-02980-6。
3. 1 2 3  「山形県の鉄道輸送 (PDF)」『山形県』山形県鉄道利用・整備強化促進期成同盟会、2024年6月、58–59頁。2025年4月8日閲覧。
4. 1 2  「「通報」●奥羽本線鹿渡駅ほか4駅の駅員無配置について（旅客局）」『鉄道公報』日本国有鉄道総裁室文書課、1982年3月20日、4面。
5. ↑  「羽前小松駅 管理組合に業務委託 きょう調印、あすから」『朝日新聞』1982年3月31日、朝刊、21面。
6. ↑  「羽前小松駅にご線橋が完成 来月から利用」『読売新聞』1982年9月21日、朝刊、21面。
7. ↑  「JR羽前小松駅、宿場町風の新駅舎 川西・記念式典で完成祝う」『山形新聞』山形新聞社、2014年3月23日。オリジナルの2014年4月7日時点におけるアーカイブ。2022年5月4日閲覧。
8. ↑  「戸沢村 JR古口駅の利用開始 DCに合わせ建て替え」『山形新聞』山形新聞社、2014年3月9日、朝刊、26面。
9. ↑  「Suicaエリア外もチケットレスで! 東北エリアから「えきねっとQチケ」がはじまります (PDF)」（プレスリリース）、東日本旅客鉄道、2024年7月11日。2024年8月8日閲覧。
10. 1 2  「JR東日本：駅構内図・バリアフリー情報（羽前小松駅）」東日本旅客鉄道。2024年8月9日閲覧。
11. ↑  交通新聞社　JR時刻表　2023年10月号

### 利用状況
1. 1 2  「各駅の乗車人員 2023年度 101位以下（7）| 企業サイト：JR東日本」東日本旅客鉄道。2025年7月26日閲覧。
2. ↑  「JR東日本：各駅の乗車人員（2000年度）」東日本旅客鉄道。2025年7月26日閲覧。
3. ↑  「JR東日本：各駅の乗車人員（2001年度）」東日本旅客鉄道。2025年7月26日閲覧。
4. ↑  「JR東日本：各駅の乗車人員（2002年度）」東日本旅客鉄道。2025年7月26日閲覧。
5. ↑  「JR東日本：各駅の乗車人員（2003年度）」東日本旅客鉄道。2025年7月26日閲覧。
6. ↑  「JR東日本：各駅の乗車人員（2004年度）」東日本旅客鉄道。2025年7月26日閲覧。
7. ↑  「JR東日本：各駅の乗車人員（2005年度）」東日本旅客鉄道。2025年7月26日閲覧。
8. ↑  「JR東日本：各駅の乗車人員（2006年度）」東日本旅客鉄道。2025年7月26日閲覧。
9. ↑  「JR東日本：各駅の乗車人員（2007年度）」東日本旅客鉄道。2025年7月26日閲覧。
10. ↑  「JR東日本：各駅の乗車人員（2008年度）」東日本旅客鉄道。2025年7月26日閲覧。
11. ↑  「JR東日本：各駅の乗車人員（2009年度）」東日本旅客鉄道。2025年7月26日閲覧。
12. ↑  「JR東日本：各駅の乗車人員（2010年度）」東日本旅客鉄道。2025年7月26日閲覧。
13. ↑  「JR東日本：各駅の乗車人員（2011年度）」東日本旅客鉄道。2025年7月26日閲覧。
14. ↑  「JR東日本：各駅の乗車人員（2012年度）」東日本旅客鉄道。2025年7月26日閲覧。
15. ↑  「各駅の乗車人員 2013年度 ベスト100以外（8）：JR東日本」東日本旅客鉄道。2025年7月26日閲覧。
16. ↑  「各駅の乗車人員 2014年度 ベスト100以外（7）：JR東日本」東日本旅客鉄道。2025年7月26日閲覧。
17. ↑  「各駅の乗車人員 2015年度 ベスト100以外（7）：JR東日本」東日本旅客鉄道。2025年7月26日閲覧。
18. ↑  「各駅の乗車人員 2016年度 ベスト100以外（7）：JR東日本」東日本旅客鉄道。2025年7月26日閲覧。
19. ↑  「各駅の乗車人員 2017年度 ベスト100以外（7）：JR東日本」東日本旅客鉄道。2025年7月26日閲覧。
20. ↑  「各駅の乗車人員 2018年度 ベスト100以外（7）：JR東日本」東日本旅客鉄道。2025年7月26日閲覧。
21. ↑  「各駅の乗車人員 2019年度 ベスト100以外（7）：JR東日本」東日本旅客鉄道。2025年7月26日閲覧。
22. ↑  「各駅の乗車人員 2020年度 101位以下（7）| 企業サイト：JR東日本」東日本旅客鉄道。2025年7月26日閲覧。
23. ↑  「各駅の乗車人員 2021年度 101位以下（7）| 企業サイト：JR東日本」東日本旅客鉄道。2025年7月26日閲覧。
24. ↑  「各駅の乗車人員 2022年度 101位以下（7）| 企業サイト：JR東日本」東日本旅客鉄道。2025年7月26日閲覧。